# 哈斯韋爾群島
66°32′S 93°0′E / 66.533°S 93.000°E
哈斯韋爾群島（英語：Haswell Islands）是南極洲的群島，由7座島嶼組成，總面積1.2平方公里，最大島嶼是哈斯韋爾島，群島上無人居住，現時由南極條約體系管理。